# Rachel Kinski
Rachel Kinski es un personaje ficticio de la serie de televisión australiana Neighbours, interpretada por el actor Caitlin Stasey del 18 de agosto del 2005 hasta el 11 de marzo del 2009.